# Bree Olson
Pour les articles homonymes, voir Olson.
Bree Olson, née le 7 octobre 1986 à Houston, est une ancienne actrice pornographique américaine.

## Biographie
Bree Olson a commencé sa carrière en novembre 2006 dans Young as They Cum 21 aux côtés de Manuel Ferrara. Auparavant, elle avait commencé des études de biologie, qu'elle a interrompues pour faire des petits boulots comme vendeuse en télémarketing ou comme employée dans une station service. Comparé à cela, le cinéma pornographique apparaissait comme « beaucoup plus fun ».
Elle a choisi son pseudonyme de Bree Olson par référence aux jumelles Olsen, des personnages de la série La Fête à la maison, très connues aux États-Unis. En effet, même si elle ne prétend pas leur ressembler, elle estime être quelque chose comme « l'américaine blonde typique ».
Entre 2007 et 2010, elle travaille sous contrat d'exclusivité avec le studio Adam & Eve. Cette collaboration lui permet par ailleurs d'apparaître dans le clip de la chanson Zoosk Girl (en), de Flo Rida.
Bree Olson ne désespère pas de parvenir à poursuivre des études afin de devenir chirurgienne.
En février 2011, Bree est arrêtée pour conduite en état d'ivresse au volant, elle est relâchée après avoir payé une amende de 750 $.
Le 1er mars 2011, les médias ont fait état de sa liaison avec l'acteur Charlie Sheen. Charlie dit vivre avec une parfaite « déesse ». Elle vit alors chez lui avec une autre maitresse de Sheen, Natalie Kenly ; elle est finalement partie en avril 2011.
Quand Charlie Sheen fut renvoyé de la série Mon oncle Charlie, il dira que tous ses problèmes commencent avec la production quand les médias annoncent sa relation avec Bree ce qui a suscité une énorme jalousie.
Bree est végétarienne, membre de PETA et athée.
Elle regrette d'avoir travaillé dans le milieu de la pornographie et déclare qu'elle ne quitte plus sa maison à cause des regards désapprobateurs.
Olson vit actuellement à Fort Wayne, Indiana. Elle était auparavant mariée à Kayla Banter. Au 31 août 2021, les deux avaient demandé le divorce.

## Récompenses
- 2012 : XRCO Award - Mailstream Adult Media Favorite[10]
- 2010 : AVN Award – Best All-Girl Three-Way Sex Scene – The 8th Day avec Poppy Morgan et Tori Black
- 2010 : Miss FreeOnes
- 2009 : AVN Award – Best New Web Starlet
- 2009 : Twisty's Treat of the Year
- 2008 : Penthouse Pet mars 2008
- 2008 : AVN Awards[11]
  - Meilleure révélation (Best New Starlet)
  - Best Anal Sex Scene (Video) – "Big Wet Asses 10" (avec Brandon Iron)
- 2008 : XRCO Awards – New Starlet
- 2008 : XRCO Award – Cream Dream
- 2008 : F.A.M.E. Awards – Favorite Female Rookie
- 2008 : Night Moves Adult Entertainment Award – Best Female Performer, Fans' Choice[20]
- 2008 : XBIZ Award – New Starlet
- 2008 : CAVR Award - Contract (MVP)
- 2007 : Night Moves Adult Entertainment - Award Best New Starlet, Editor's Choice
- 2007 : Adultcon Top 20 Adult Actresses

## Filmographie et autre non pornographiques
- 2012 : Bree Olson Uncovered
- 2012 : Calvin's Dream de John O'Leary
- 2011 : Flo Rida & T-Pain - Zoosk Girl (en) (vidéo)
- 2009 : Tosh.0 (en)
- Insomniac with Dave Attell (en)
- Opie and Anthony (en) (émission radio)
- L'Incroyable Famille Kardashian (télé réalité)
- 2008 : James Gunn's PG Porn (série TV) de James Gunn
- 2007 : Women Seeking Women 35
- 2006 : Girls Hunting Girls 10
- 2011 :  SCOOBY DOO: A XXX PARODY de Eddie Powell
- 2015 : The Human Centipede III : Final Sequence